# اسکات شپرد
اسکات شپرد (انگلیسی: Scott Shepherd) بازیگر اهل ایالات متحده آمریکا است.
از فیلم‌ها یا برنامه‌های تلویزیونی که وی در آن نقش داشته‌است، می‌توان به عوارض جانبی، خانواده فانگ، پل جاسوس‌ها، ایتاکا، پاپ جوان، ابتدایی، این نیز بگذرد و جیسون بورن اشاره کرد.